# Pseudoholorchis pulcher
Pseudoholorchis pulcher är en plattmaskart som först beskrevs av Harold Winfred Manter 1954.  Pseudoholorchis pulcher ingår i släktet Pseudoholorchis och familjen Allocreadiidae. Inga underarter finns listade i Catalogue of Life.